# 阿圖瓦
阿圖瓦（法語：Artois）是法國歷史上的行省，首府是阿拉斯。原為阿圖瓦伯爵領，1659年併入法國，大致屬於今日加來海峽省的內陸部。